# Calohypsibius
Famille
Genre
Calohypsibius est un genre de tardigrades, le seul de la famille des Calohypsibiidae.

## Liste des espèces
Selon Degma, Bertolani et Guidetti, 2014 :
- Calohypsibius maliki Michalczyk & Kaczmarek, 2005
- Calohypsibius ornatus (Richters, 1900)
- Calohypsibius placophorus (da Cunha, 1943)
- Calohypsibius schusteri Nelson & McGlothlin, 1996
- Calohypsibius verrucosus (Richters, 1900)

## Taxinomie
Cette famille a été révisée par Bertolani, Guidetti, Marchioro, Altiero, Rebecchi et Cesari en 2014.

## Publications originales
- Pilato, 1969 : Evoluzione e nuova sistemazione degli Eutardigrada. Bollettino di Zoologia, vol. 36, no 3, p. 327–345.
- Thulin, 1928 : Über die Phylogenie und das System der Tardigraden. Hereditas, vol. 11, no 2/3, p. 207-266.